# 미연
미연(본명: 조미연, 한국 한자: 曺薇娟, 1997년 1월 31일~)은 대한민국의 가수, 배우, 방송인(MC)이다. 현재 대한민국의 걸 그룹 《아이들》의 메인 보컬과 비주얼을 담당하고 있으며, 게임 《리그 오브 레전드》의 가상 걸그룹 《K/DA》의 아리 담당 가수로도 유명하다. 2022년 4월 27일에 첫 솔로 앨범 《MY》를 발매하고, 솔로 가수로 데뷔하였다.

## 학력
- 인천왕길초등학교 (졸업)
- 마전중학교 (중퇴)
- 중학교 졸업학력 검정고시 (합격)
- 고등학교 졸업학력 검정고시 (합격)
- 국제사이버대학교 엔터테인먼트학과 (학사)

## 생애
미연(조미연)은 1997년 1월 31일 대한민국 인천광역시 서구 마전동에서 태어났다. 어렸을 때부터 음악을 좋아하셨던 아버지의 영향으로 노래 부르는 것을 좋아하였고, 자신의 노래를 녹음하여 친구들에게 들려주는 것을 즐겼다고 한다.
2010년, 음악에 대한 관심으로 YG 엔터테인먼트 오디션에 참가하였고 최종 합격하여 YG 엔터테인먼트의 연습생이 되었다. YG 엔터테인먼트의 새 걸그룹 데뷔조 핑크펑크의 멤버가 되었으나, 데뷔조가 4인조로 변경되며 미연이 빠지게 되면서 결국 YG 엔터테인먼트를 나가게 된다. 이후 보컬을 강화하고 작곡과 음악 제작을 공부하기 위해 음악학원에 다녔다.
이후 큐브 엔터테인먼트 소속으로 준비를 거쳐 2018년 5월 2일 (여자)아이들의 메인보컬로서 데뷔에 성공하였다.
2021년 2월 18일부터 엠카운트다운의 MC로 활동 중이고, 네이버 나우에서 소문의 아이들 오디오쇼 호스트를 맡고 있다.

### 2016년~2018년: 데뷔 전 활동
2017년 초, 미연은 큐브 엔터테인먼트에 들어갔다. 큐브에 들어가기 전에, 2016년 어반자카파의 캐나다 투어에 임슬옹과 함께 노래를 불렀다.

### 2018년~2021년: (여자)아이들로 데뷔, 배우 데뷔

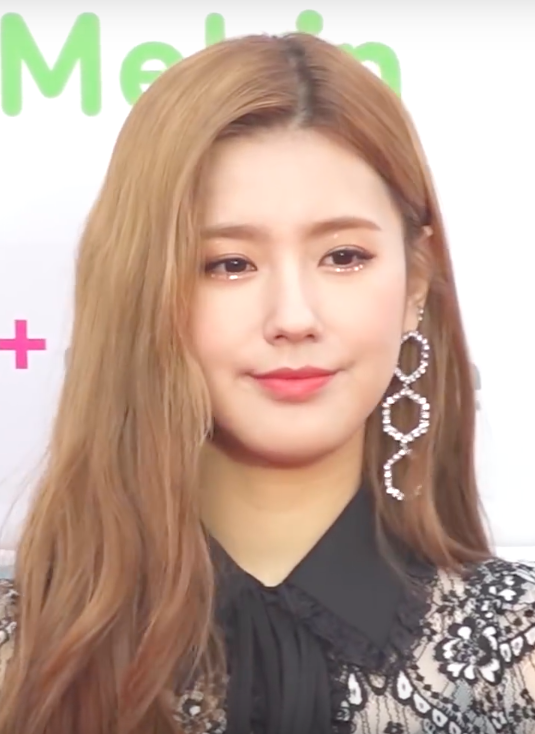
190123 미연 가온차트 뮤직 어워드

2018년 5월 2일, (여자)아이들의 미니 앨범 《[I Am (G)I-dle EP)|》로 데뷔했다. 타이틀 곡은 "라타타".
2018년 10월 26일, 미연은 소연과 함께 2018년 월드 파이널 개막식에 참석할 것이라고 발표했다. 4명의 가수들은 가상의 K-pop 걸 그룹 K/DA의 보컬을 맡았고, 미연은 리그 오브 레전드에서 가장 잘 알려진 챔피언 중 한 명인 아리의 목소리를 맡았다. 에블린과 함께 보컬을 맡고 있는 비어는 이 그룹의 메인보컬을 맡고 있다. 그들의 노래 "[팝/스타즈]"는 유튜브에서 입소문을 타며 빌보드 월드 디지털 송 차트 1위를 차지했다.
2019년, 미연 아메바 컬쳐 X 디바인 채널 코드쉐어 프로젝트의 일환으로 행주와 함께 곡 〈Cart〉를 작업했다.
2020년 MBC 《복면가왕》의 음악 경연 프로그램에 출연했다. 그녀는 1라운드에서 64점으로 우승했다. 2라운드에서는 윤미래의 〈슬픔과 안녕 행복〉을 선보였으나 임강성에게 패했다. 그녀의 목소리 연기는 청중과 패널 모두로부터 따뜻한 환영을 받았다. 미연의 목소리는 연기가 자욱했지만 영혼이 깃든 것으로 묘사됐다. 같은 해 K/DA의 EP 《[All Out (EP)|All Out]》에서 아리 역으로 다시 노래를 불렀다.〈The Baddest〉는 〈Bea Miller〉와 〈Wolftyla〉가 비어와 번즈를 대체한 곡으로, 두 번째 싱글 〈More (K/DA)>"는 오리지널 라인업과 렉시 리우를 포함한다.
2021년 1월에는 웹드라마 《리플레이》의 여주인공으로 데뷔하였다. 인기 있는 유튜버이자 밴드 보컬리스트 그녀는 냉담하고 시크한 성격이지만, 마음은 너그럽고 착한 사람이다. 이 드라마는 어설프고 불안한, 그러나 현재의 열여덟 청춘의 과거 감정을 되살리는 꿈과 사랑에 공감하는 로맨스를 그리고 있다. 이 드라마의 음악적 특성으로, 조승우는 "Dreaming About You"와 "How To Love (with 네온 파프리카)"라는 여러 OST를 발표했다. 이 드라마는 계속해서 6백만 건 이상의 누적 조회 수를 기록했다. 2020년 10월, 미연은 민니와 함께 "우리는 이미 사랑에 빠졌어요"를 불렀다. 민니는 도도솔솔라라솔 사운드트랙의 일부로 참여했다. 같은 해 11월, 그녀는 첫 솔로 OST 〈My Destiny〉를 발매했다.

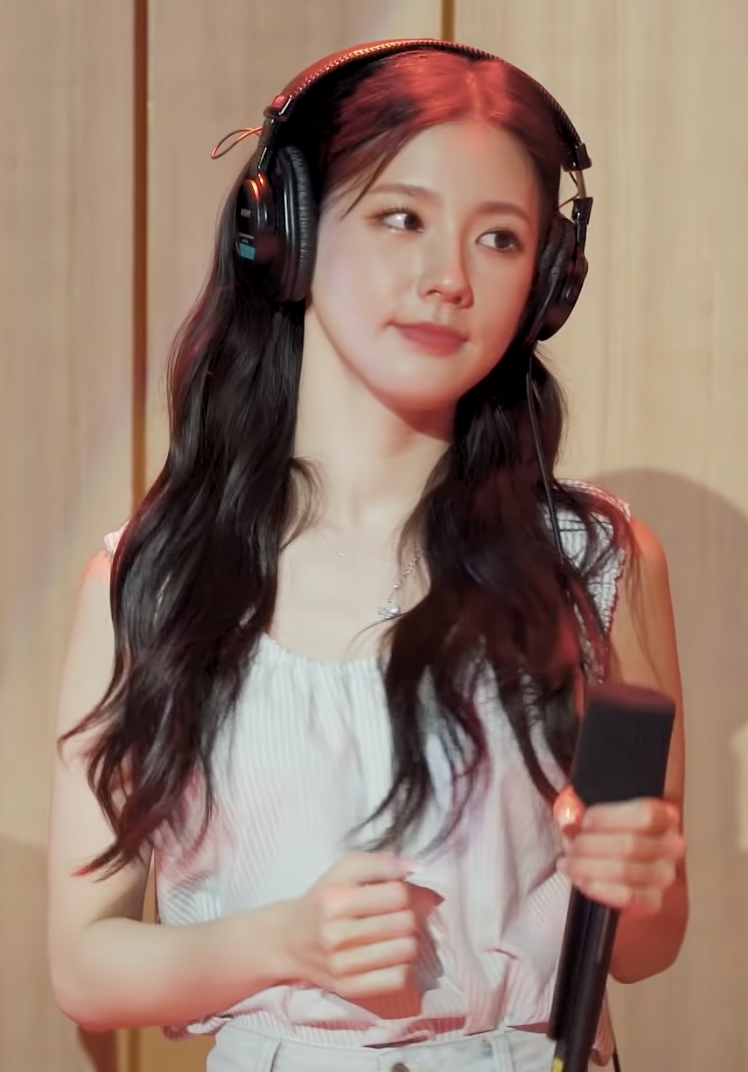
2020년 조미연 컬투쇼

2020년 11월 30일 MBC와 서울관광공사가 공동 기획하고 제작한 버라이어티 여행 프로그램 '서울 커넥츠 유'에 출연했다. 이 프로그램은 스타들과 팬들의 사진을 통해 서울의 과거와 현재를 실시간으로 연결함으로써 글로벌 팬들에게 같은 공간에서 다른 시간에 타임슬립을 보여준다.

### 현재: DJ 진행자, MC와 솔로 활동
2021년 2월 9일부터 매주 화요일 저녁 8시에 진행하는 네이버 나우 라디오 프로그램 '소문의 아이들'의 메인 진행자로 선정되었다. 이 라디오 프로그램은 1월에 (여자)아이들의 4번째 미니 앨범 《I Burn》의 컴백을 기념하여 3부작으로 방송되었으나, 팬들의 반응으로 인해 공식 라이브 프로그램으로 복귀하였다. 2월 18일부터 배우 남윤수와 함께 Mnet의 음악 프로그램 《엠카운트다운》을 진행하기 시작했는데, 이 프로그램에서 9년 만의 첫 여성 MC가 되었다. 첫 방송 당일 두 사람은 듀엣 곡 'Dream'(원곡: 배수지와 백현)을 불렀다. 미연은 이달 말 한국경제연구원 월간 '걸그룹 멤버 개인 브랜드 파워 순위'에서 3위에 올랐다.
2021년 5월, 미연은 《킹덤: 레전더리 워》에 출연했다. 무대는 영화 '라라랜드'와 '원스 어폰 어 타임 인 할리우드'를 콘셉트로 뮤지컬 같은 무대로 선보였고, 조미연의 역할은 이민혁(1990년생)의 러브 스토리라인에 잡혔다.
5월 28일, 미연은 CS 해피 엔터테인먼트의 CS 넘버 앨범에 Joseph K를 포함한 60명의 오케스트라가 연주하는 감성 발라드 #Pop and R&B 발라드 곡인 "You Were My Breath"에 참여했다. 이 곡은 2017년 히트곡 "첫눈처럼 너에게 갈 거야"를 프로듀싱한 로코베리가 프로듀싱을 맡았다. 이번 앨범은 CS행복엔터테인먼트 전창식 대표가 조승희의 저력을 인정하고 아직 (여자)아이들에서 드러나지 않은 독보적인 가창력으로 그의 기대에 부응하며 제작했다. 가온 뮤직 차트에서 96위로 데뷔하였다.
2021년 8월, 매일경제신문은 미연이 웹드라마 《딜리버리》에 출연한다고 밝혔다. 그녀는 무술에 조예가 깊은 배달 소녀 곽두식 역을 맡을 예정이다. 이 가수는 한국의 코로나19 범유행으로 어려운 시기에 국내 중소기업을 돕기 위해 이 웹드라마에 출연한다고 한다. 경기도와 제작진은 "조미연의 유선 조치를 기대한다"고 밝혔다.
2021년 10월 11일에 발매된 싱글 〈Side Effect〉를 통해 레이든과의 콜라보레이션 앨범 《Love Right Back》을 발표했다. 사랑에 빠진 사람이 느끼는 감정을 부작용으로 표현한 재치 있는 가사의 미디엄 템포 신스팝 곡으로 표현했다. 10월 13일에 발매된 동해의 B-사이드 트랙 〈Blue Moon〉에 함께 출연했다. 같은 날, 그녀는 다가오는 핑크 코미디 웹 시리즈 《어른 연습생》에서 류의현과 함께 방예경 역으로 출연을 확정지었다.
2021년 11월 17일에는 키드밀리의 《Kitty》에 출연했다.
2022년 4월 27일, 솔로 가수로서 첫 미니 앨범을 발표했고, 5월 3일 방영된 SBS MTV 《더 쇼》에서 음악방송 첫 1위를 차지했다.

## 음반 목록

### 미니 앨범
| 순서 | 음반 정보                      | 트랙 리스트                                                                         | 판매량                                               |
| ---- | ------------------------------ | ----------------------------------------------------------------------------------- | ---------------------------------------------------- |
| 1    | MY - 발매일자: 2022년 4월 27일 | 1. Rose 2. Drive (타이틀곡) 3. Softly 4. TE AMO 5. Charging (Feat. JUNNY) 6. 소나기 | - 판매량: 43,670(1일차) 99,078(1주차) 109,994(1년차) |

### 디지털 싱글
- 2021년 - 《너는 나의 숨이였다》 (2021년 5월 28일)
- 2025년 - 《Glow Up (with 길극준일Jike Junyi(Summer Momoko)) [중국 넷이즈 클라우드 뮤직]》 (2025년 4월 16일)
- 2025년 - 《Glow Up (미연 버전 MIYEON Ver.) [중국 넷이즈 클라우드 뮤직]》 (2025년 4월 16일)

### OST
- 2020년 - 《We Already Fell In Love (With 민니((여자)아이들) [도도솔솔라라솔 OST Part.4]》 (2020년 10월 15일)
- 2020년 - 《My Destiny [구미호뎐 OST Part.8]》 (2020년 11월 26일)
- 2021년 - 《Dreaming About You [리플레이: 다시 시작되는 순간 OST Part.6]》 (2021년 2월 19일)
- 2021년 - 《마음이 닿는 법 (With 네온파프리카) (Special Track) [리플레이: 다시 시작되는 순간 OST]》 (2021년 2월 26일)
- 2021년 - 《Imagine Love 이매진 러브 [어른연습생 OST Part.2]》 (2021년 11월 21일)
- 2022년 - 《Someday [꽃 피면 달 생각하고 OST Part.8]》 (2022년 2월 8일)
- 2023년 - 《무덤덤(Numb) [에버소울 OST (Cover)]》 (2023년 2월 4일)
- 2023년 - 《Sweet Dream (With 우기((여자)아이들) [연애대전 OST Part.1]》 (2023년 2월 6일)
- 2023년 - 《달빛에 그려지는 [연인 OST Part.4]》 (2023년 8월 20일)
- 2023년 - 《트월ㅋ(Prod. Czaer) [Street Woman Fighter2(SWF2) OST] (With 우기((여자)아이들)]》 (2023년 9월 5일)
- 2023년 - 《Milestone [엘소드 OST (리티아 테마곡)]》 (2023년 12월 6일)
- 2024년 - 《You and I 유 앤 아이 [연애남매 OST Part.2]》 (2024년 3월 22일)
- 2024년 - 《Swan(Prod. Czaer) [스테이지 파이터(STAGE FIGHTER) OST]》 (2024년 10월 15일)
- 2024년 - 《기도 [한류시작 20주년 기념 프로젝트: 가을동화 OST 리메이크]》 (2024년 11월 9일)
- 2024년 - 《기도(Ver.Acoustic) [한류시작 20주년 기념 프로젝트: 가을동화 OST 리메이크]》 (2024년 12월 24일)
- 2025년 - 《Blazing Heart (With HOYO-MiX) [원신 캐릭터 "마비카" OST]》 (2025년 1월 1일)
- 2025년 - 《적월(Red Moon) [웹툰 ‘괴력 난신’ OST Part. 1]》 (2025년 2월 12일)
- 2025년 - 《우리 우연히 만나 [견우와 선녀 OST Part.5]》 (2025년 7월 15일)

### 참여 음반
- 2018년 - 《한걸음 (2018 UNITED CUBE ONE)》 (2018년 6월 17일)
- 2018년 - 《POP/STARS - K/DA (With 소연, 매디슨 비어, 자이라 번스)》 (2018년 11월 4일)
- 2019년 - 《Cart (With 행주Hangzoo)》 (2019년 7월 9일)
- 2020년 - 《THE BADDEST - K/DA (With 소연, 비 밀러, 울프타일라)》 (2020년 8월 29일)
- 2020년 - 《MORE - K/DA (With 소연, 매디슨 비어, 자이라 번스)》 (2020년 10월 29일)
- 2021년 - 《Side Effect 사이드 이펙트[38][39] (DJ Raiden레이든 첫 미니앨범 ‘Love Right Back 러브 라이트 백')》 (2021년 10월 11일)
- 2021년 - 《Blue Moon 블루문 (동해DONGHAE 디지털 싱글 'California Love')》 (2021년 10월 13일)
- 2021년 - 《Kitty 키티 (With Kid Milli키드밀리)》 (2021년 11월 17일)
- 2023년 - 《봄노래 (With LAS라스)》 (2023년 4월 8일)

### 스페셜 콜라보
- 2024년 - 《러빙 마이 스테이(Lovin' My Stay)[40] [마카오관광청 글로벌 캠페인 '익스피리언스 마카오 리미티드 에디션'》 (2024년 9월 17일)

## 작사 및 작곡한 노래 목록 [저작자 명 및 번호 - 미연(10034507)]
| 년도 | 음반                              | 노래        | 작사 | 작사                           | 작곡 | 작곡                                              | 참고 |
| 년도 | 음반                              | 노래        | 참여 | 공동(작업)                     | 참여 | 공동(작업)                                        | 참고 |
| ---- | --------------------------------- | ----------- | ---- | ------------------------------ | ---- | ------------------------------------------------- | ---- |
| 2022 | 미연 미니 1집 <MY>                | 소나기      | ✔️   | ❌                             | ❌   | ❌                                                |      |
| 2024 | (여자)아이들 정규 2집 <2>         | Vision      | ✔️   | - 민니((여자)아이들) - ROYDO   | ❌   | ❌                                                |      |
| 2024 | (여자)아이들 미니 7집 <I SWAY>    | Neverland   | ✔️   | 우기((여자)아이들)             | ❌   | ❌                                                |      |
| 2024 | *2024 (G)I-DLE World Tour [i-Dol] | Sky Walking | ✔️   | - PAPRIKAA - RON - JANE - LIVY | ✔️   | - PAPRIKAA - DRESS - BELLE벨(KISS OF LIFE) - LIVY |      |
| 2025 | 아이들 미니 8집 <We are>          | Unstoppable | ✔️   | ❌                             | ✔️   | - 밍지션(minGtion) - Anne Judith Wik - DANA       |      |

## 출연 작품

### 예능
| 연도        | 방송사                                            | 제목                                                         | 역할          | 방송 기간                 | 공동 출연                                                                                     | 비고                                                                |
| ----------- | ------------------------------------------------- | ------------------------------------------------------------ | ------------- | ------------------------- | --------------------------------------------------------------------------------------------- | ------------------------------------------------------------------- |
| 2020        | MBC                                               | 복면가왕                                                     | 출연자        | 2월 23일                  |                                                                                               | 243회                                                               |
| 2020        | MBC                                               | 복면가왕                                                     | 출연자        | 3월 1일                   |                                                                                               | 244회                                                               |
| 2020        | Mnet                                              | TMI NEWS                                                     | 출연자        | 8월 6일                   | 민니, 우기((여자)아이들)                                                                      | 53회                                                                |
| 2020        | tvN                                               | 놀라운 토요일                                                | 출연자        | 8월 22일                  | 소연((여자)아이들)                                                                            | 122회                                                               |
| 2020        | JTBC                                              | 아는 형님                                                    | 출연자        | 10월 31일                 | 우기((여자)아이들)                                                                            | 253회                                                               |
| 2020        | 카카오TV                                          | 내 꿈은 라이언                                               | 출연자        | 11월 6일 ~ 11월 20일      | 김희철, 심형탁, 우기((여자)아이들)                                                            | 14~16회                                                             |
| 2020        | MBC                                               | SEOUL CONNECTS U                                             | 여행 가이드   | 11월 30일                 | 우기((여자)아이들)                                                                            |                                                                     |
| 2021        | Mnet                                              | 킹덤: 레전더리 워                                            | 출연자        | 5월 27일                  | 비투비                                                                                        | 9회                                                                 |
| 2021        | MBC Every 1                                       | 대한외국인                                                   | 출연자        | 6월 23일                  | 정은표, 김희정, 신승환, 히나(라잇썸)                                                          | 141회                                                               |
| 2021        | U+아이돌Live                                      | 아돌라스쿨                                                   | 출연자        | 7월 7일                   | 초원,나영(라잇썸)                                                                             | 26회                                                                |
| 2021        | iHQ                                               | 별에서 온 퀴즈                                               | 고정 출연     | 7월 8일 ~ 9월 23일        | 조세호, 남창희, 김환, 아유미(8화부터 고정으로 합류)                                           | 1~3회, 5~12회                                                       |
| 2021        | tvN                                               | 놀라운 토요일                                                | 출연자        | 8월 7일                   | 우영(2PM), 황광희(제국의 아이들), 민혁(몬스타엑스)                                            | 172회                                                               |
| 2021        | Mnet                                              | Do You 라잇썸                                                | 출연자        | 10월 6일                  | LIGHTSUM                                                                                      | 2회                                                                 |
| 2021        | MBC TV                                            | 가나다같이                                                   | 출연자        | 10월 11, 16일             | 전현무, 홍진경, 양세찬, 이홍기(FT아일랜드),이찬원                                             | 1~2회                                                               |
| 2021        | tvN D STUDIO(유튜브)                              | 겟잇뷰티 살롱                                                | 고정 출연     | 11월 17일 ~ 12월 17일     | 홍이모                                                                                        | 총 10화                                                             |
| 2021        | 티빙 TVING                                        | 러브캐처 인 서울                                             | 고정 출연     | 11월 19일 ~ 1월 7일(2022) | 손호준, 장도연, 써니, 로꼬                                                                    | 총 8화                                                              |
| 2021        | U+아이돌Live                                      | 아돌라스쿨: 홈커밍데이                                       | 출연자        | 12월 29일                 | 준케이(2PM),조권(2AM), 이기광(하이라이트), 서은광(비투비), 효정(오마이걸), 민니((여자)아이들) | 겨울방학 특집1                                                      |
| 2022        | U+아이돌Live                                      | 아돌라스쿨: 홈커밍데이                                       | 출연자        | 1월 4일                   | 준케이(2PM),조권(2AM), 이기광(하이라이트), 서은광(비투비), 효정(오마이걸), 민니((여자)아이들) | 겨울방학 특집2                                                      |
| 2022        | MBC TV                                            | 심야괴담회                                                   | 출연자        | 1월 6일                   | 솔라(마마무),유아(오마이걸), 김재환                                                           | 40회                                                                |
| 2022        | KBS 2TV                                           | 주접이 풍년                                                  | 출연자        | 3월 31일                  | 박미선, 이태곤, 장민호                                                                        | 9회                                                                 |
| 2022        | Mnet                                              | 퀸덤2                                                        | 출연자        | 4월 14일                  | 민니,우기((여자)아이들)                                                                       | 3회                                                                 |
| 2022        | U+아이돌Live                                      | 아돌라스쿨3                                                  | 출연자        | 4월 20일                  | 우기((여자)아이들)                                                                            | 61회                                                                |
| 2022        | U+아이돌Live                                      | 아돌라스쿨3                                                  | 출연자        | 4월 27일                  | 우기((여자)아이들)                                                                            | 62회                                                                |
| 2022        | KBS(유튜브)                                       | 슈돌 - 슈퍼맨이 돌아왔다                                     | 출연자        | 4월 29일                  | 민니,슈화((여자)아이들)                                                                       |                                                                     |
| 2022        | 지니 오리지널(유튜브)                             | 혼밥상                                                       | 출연자        | 5월 4일                   |                                                                                               | 12회                                                                |
| 2022        | KBS(유튜브)                                       | 슈돌 - 슈퍼맨이 돌아왔다                                     | 출연자        | 5월 6일                   | 민니,슈화((여자)아이들)                                                                       |                                                                     |
| 2022        | 유튜브(JTBC)                                      | 할명수                                                       | 출연자        | 5월 6일                   | 우기((여자)아이들)                                                                            | 77회                                                                |
| 2022        | KBS(유튜브)                                       | 슈돌 - 슈퍼맨이 돌아왔다                                     | 출연자        | 5월 13일                  | 민니,슈화((여자)아이들)                                                                       |                                                                     |
| 2022        | 채널A                                             | 블랙: 악마를 보았다                                          | 출연자        | 5월 13일                  |                                                                                               | 11회                                                                |
| 2022        | Beginagain 비긴어게인(유튜브)                     | 비긴어게인                                                   | 출연자        | 5월 16일                  | 옥상달빛,임윤성,기탁                                                                          | 오픈마이크 - 14회                                                   |
| 2022        | JTBC                                              | (방송) 비긴어게인                                            | 출연자        | 5월 17일                  | 옥상달빛,임윤성,기탁                                                                          | 오픈마이크 - 14회                                                   |
| 2022        | 디글 : Diggle(유튜브)                             | 동네스타K                                                    | 출연자        | 5월 21일                  |                                                                                               | 10회                                                                |
| 2022        | JTBC                                              | 뉴페스타                                                     | 출연자        | 6월 21일                  | 민니,우기((여자)아이들)                                                                       | 3회                                                                 |
| 2022        | JTBC                                              | 뉴페스타                                                     | 출연자        | 6월 28일                  | 민니,우기((여자)아이들)                                                                       | 4회                                                                 |
| 2022        | SBS                                               | 꼬리에 꼬리를 무는 그날 이야기                               | 출연자        | 6월 30일                  |                                                                                               | 34회                                                                |
| 2022        | tvN D ENT(유튜브)                                 | 좋광고 시즌2                                                 | 고정 출연     | 7월 6일 ~ 8월 10일        | 양세형                                                                                        | 1~6회                                                               |
| 2022        | 채널A                                             | 도시어부4                                                    | 출연자        | 8월 13일                  | 우기((여자)아이들)                                                                            | 6회                                                                 |
| 2022        | 채널A                                             | 도시어부4                                                    | 출연자        | 8월 20일                  | 우기((여자)아이들), 슬리피                                                                    | 7회                                                                 |
| 2022        | 스튜디오 훜 : STUDIO HOOK(유튜브)                 | 술트리트파이터2                                              | 출연자        | 10월 13, 20일             | (여자)아이들                                                                                  | 17~18회                                                             |
| 2022        | 디글 : Diggle(유튜브)                             | 동네스타K2                                                   | 출연자        | 10월 29일                 | (여자)아이들                                                                                  | 9회                                                                 |
| 2022        | JTBC                                              | 아는 형님                                                    | 출연자        | 10월 29일                 | (여자)아이들                                                                                  | 356회                                                               |
| 2022        | 유튜브                                            | 지켜츄 Chuu Can Do It                                        | 출연자        | 12월 12일                 | 권은비                                                                                        |                                                                     |
| 2022        | tvN                                               | 놀라운 토요일                                                | 출연자        | 12월 31일                 | (여자)아이들                                                                                  | 244회                                                               |
| 2023        | 유튜브                                            | 조현아의 목요일 밤                                           | 출연자        | 3월 2일                   |                                                                                               | 5회                                                                 |
| 2023        | JTBC                                              | 한블리 (한문철의 블랙박스 리뷰)                              | 출연자        | 3월 9일                   | 영훈(더보이즈)                                                                                | 21회                                                                |
| 2023        | ENA                                               | 혜미리예채파                                                 | 고정 출연     | 3월 12일 ~ 5월 28일       | 혜리, 리정, 예나, 김채원, 파트리샤                                                            | 총 12화                                                             |
| 2023        | MBC                                               | 안싸우면 다행이야                                            | 출연자        | 5월 8, 15일               |                                                                                               | 122 ~123회                                                          |
| 2023        | SBS(유튜브)                                       | 문명특급                                                     | 출연자        | 5월 18, 25일              | (여자)아이들                                                                                  | 291회 ~292회                                                        |
| 2023        | 박스미디어(유튜브)                                | 용진호건강원                                                 | 출연자        | 5월 18일                  | (여자)아이들                                                                                  | 10회                                                                |
| 2023        | SBS                                               | 꼬리에 꼬리를 무는 그날 이야기                               | 출연자        | 5월 18일                  |                                                                                               | 79회                                                                |
| 2023        | MBC                                               | 전지적 참견 시점                                             | 출연자        | 5월 20일                  |                                                                                               | 248회                                                               |
| 2023        | KBS 2TV                                           | 더 시즌즈-최정훈의 밤의공원                                  | 출연자        | 5월 21일                  | (여자)아이들                                                                                  | 2회                                                                 |
| 2023        | KBS(유튜브)                                       | 리무진서비스                                                 | 출연자        | 5월 23일                  |                                                                                               | 64회                                                                |
| 2023        | 디글 : Diggle(유튜브)                             | (공개) 동네스타K3                                            | 출연자        | 5월 27일                  | 민니,우기((여자)아이들)                                                                       | 6회                                                                 |
| 2023        | tvN                                               | 놀라운 토요일                                                | 출연자        | 5월 27일                  | 민니,우기((여자)아이들)                                                                       | 265회                                                               |
| 2023        | Mnet                                              | (방송) 동네스타K3                                            | 출연자        | 5월 30일                  | 민니,우기((여자)아이들)                                                                       | 6회                                                                 |
| 2023        | JTBC                                              | 아는 형님                                                    | 출연자        | 6월 3일                   | 김조한, 뮤지, 조현아                                                                          | 386회                                                               |
| 2023        | SBS                                               | TV 동물농장                                                  | 스페셜MC      | 6월 4일 ~ 6월 25일        | 신동엽, 정선희, 토니 안                                                                       | 1123회 ~1126회                                                      |
| 2023        | 채널A                                             | 하트시그널4                                                  | 스페셜예측자  | 6월 16일                  | 윤종신, 이상민, 김이나, 강승윤, 김총기                                                        | 5회                                                                 |
| 2023        | TEO 테오(유튜브)                                  | 살롱드립                                                     | 출연자        | 6월 27일                  | 소연,우기((여자)아이들)                                                                       | 6회                                                                 |
| 2023        | SLL DLAB(유튜브)                                  | 워크돌                                                       | 출연자        | 7월 6일                   |                                                                                               |                                                                     |
| 2023        | SLL DLAB(유튜브)                                  | 워크돌                                                       | 출연자        | 8월 17일                  |                                                                                               |                                                                     |
| 2023        | SBS                                               | 꼬리에 꼬리를 무는 그날 이야기                               | 출연자        | 8월 24일                  |                                                                                               | 92회                                                                |
| 2023        | SBS                                               | 런닝맨                                                       | 출연자        | 10월 29일                 | 미미(오마이걸)                                                                                | 677회                                                               |
| 2023        | KBS(유튜브)                                       | 골든걸스 라이브                                              | 출연자        | 12월 4일                  | 이은미                                                                                        |                                                                     |
| 2024        | 유튜브                                            | 혤’s club                                                    | 출연자        | 1월 12일                  |                                                                                               | 2회                                                                 |
| 2024        | 유튜브                                            | 제니의 세탁소                                                | 출연자        | 1월 31일                  |                                                                                               | 4회                                                                 |
| 2024        | KBS 2TV                                           | 더 시즌즈-이효리의 레드카펫                                  | 출연자        | 2월 2일                   | (여자)아이들                                                                                  | 5회                                                                 |
| 2024        | JTBC                                              | 아는 형님                                                    | 출연자        | 2월 3일                   | (여자)아이들                                                                                  | 419회                                                               |
| 2024        | SBS                                               | 꼬리에 꼬리를 무는 그날 이야기                               | 출연자        | 2월 15일                  |                                                                                               | 115회                                                               |
| 2024        | JTBC                                              | 연애남매                                                     | 고정 출연     | 3월 1일                   | 한혜진, 코드 쿤스트, 뱀뱀(갓세븐), 조나단, 파트리샤                                           |                                                                     |
| 2024        | ootb STUDIO 오오티비 스튜디오(유튜브)             | 무이자                                                       | 출연자        | 3월 21, 22일              |                                                                                               | 9~10회                                                              |
| 2024        | 일일칠 - 117(유튜브)                              | 사나의 스페셜 냉터뷰                                         | 출연자        | 3월 28일                  |                                                                                               | 1회                                                                 |
| 2024        | 유튜브                                            | LeoJ Makeup (레오제이 메이크업)                              | 출연자        | 4월 1일                   |                                                                                               |                                                                     |
| 2024        | 동네스타K(유튜브)                                 | (공개) 동네스타K4                                            | 출연자        | 4월 9일                   | 뱀뱀(갓세븐), 파트리샤                                                                        | 3화                                                                 |
| 2024        | Mnet                                              | (방송) 동네스타K4                                            | 출연자        | 4월 12일                  | 뱀뱀(갓세븐), 파트리샤                                                                        | 3화                                                                 |
| 2024        | Beginagain 비긴어게인(유튜브)                     | 비긴어게인                                                   | 출연자        | 5월 20일                  | 폴킴, 볼빨간사춘기, 이무진                                                                    | 오픈마이크 - 34회                                                   |
| 2024        | JTBC                                              | (방송) 비긴어게인                                            | 출연자        | 5월 22일                  | 폴킴, 볼빨간사춘기, 이무진                                                                    | 오픈마이크 - 34회                                                   |
| 2024        | Beginagain 비긴어게인(유튜브)                     | 비긴어게인                                                   | 출연자        | 5월 22일                  | 폴킴, 볼빨간사춘기, 이무진                                                                    | 오픈마이크 - 35회                                                   |
| 2024        | JTBC                                              | (방송) 비긴어게인                                            | 출연자        | 5월 24일                  | 폴킴, 볼빨간사춘기, 이무진                                                                    | 오픈마이크 - 35회                                                   |
| 2024        | tvN                                               | 백패커2                                                      | 출연자        | 6월 9일                   | 백종원, 이수근, 허경환, 안보현, 고경표, 파브리 셰프                                           | 3화                                                                 |
| 2024        | 9700 STUDIO(유튜브)                               | 후라이드                                                     | 출연자        | 6월 19일                  | 슈화((여자)아이들)                                                                            | 7화                                                                 |
| 2024        | 9700 STUDIO(유튜브)                               | 후라이드                                                     | 출연자        | 6월 26일                  | 슈화((여자)아이들)                                                                            | 8화                                                                 |
| 2024        | KBS(유튜브)                                       | 리무진서비스                                                 | 출연자        | 7월 9일                   |                                                                                               | 122회                                                               |
| 2024        | 유튜브                                            | 인생84                                                       | 출연자        | 7월 9일                   | 소연((여자)아이들)                                                                            | (여자)아이들 술터뷰                                                 |
| 2024        | 유튜브                                            | 효연의 레벨업: 밥 잘 사주는 효연선배                         | 출연자        | 7월 10일                  |                                                                                               | 5화                                                                 |
| 2024        | 유튜브                                            | 카더정원                                                     | 출연자        | 7월 11일                  |                                                                                               | 11화                                                                |
| 2024        | 유튜브                                            | 시골요리 대작전                                              | 출연자        | 7월 17일                  | (여자)아이들                                                                                  | 10화                                                                |
| 2024        | tvN                                               | 놀라운 토요일                                                | 출연자        | 8월 10일                  | 우기,슈화((여자)아이들)                                                                       | 327회                                                               |
| 2024        | ENA                                               | 시골에 간 도시 Z                                             | 출연자        | 9월 8일                   | 윈터(에스파)                                                                                  | 1~2화                                                               |
| 2024        | ENA                                               | 시골에 간 도시 Z                                             | 고정 출연     | 9월 15일 ~ 10월 27일      | 양세찬, 이이경, 이은지, 송건희, 정동원                                                        | 3~8화 (3화부터 고정 출연진으로 합류)                                |
| 2024        | JTBC                                              | PROJECT 7                                                    | 스페셜 디렉터 | 10월 18일                 | 류디, 하성운                                                                                  | 1회                                                                 |
| 2024        | 유튜브                                            | 지켜츄 Chuu Can Do It                                        | 출연자        | 11월 18일                 |                                                                                               | 하이디라오에 방문한 ENFP들🎂                                        |
| 2024 ~ 2025 | KBS2                                              | 셀럽병사의 비밀 시즌1                                        | 고정 출연     | 12월 10일 ~ 2월 25일      | 장도연, 이찬원, 이낙준(이비인후과 전문의이자 유튜버 겸 웹소설 작가)                           | 1~10화 (총 12화)                                                    |
| 2024        | 유튜브                                            | 혤’s club                                                    | 출연자        | 12월 20일                 |                                                                                               | 미연이와 첫 온천! 그리고 삿포로 맛집과 뮌헨 크리스마스 마켓 ❄️🎄    |
| 2024        | 유튜브                                            | 혤’s club                                                    | 출연자        | 12월 27일                 | 박신혜, 에픽하이, 존 박, 오상욱, 리정, 예나, 파트리샤                                         | 초특급 게스트들과 함께하는 제1회 이혜리 게임 I 혤's club🍸 연말파티 |
| 2025        | KBS2                                              | 셀럽병사의 비밀 시즌2                                        | 고정 출연     | 4월 1일 ~ 6월 24일        | 장도연, 이찬원, 이낙준(이비인후과 전문의이자 유튜버 겸 웹소설 작가)                           | 13~23화 (총 12화)                                                   |
| 2025        | Mnet                                              | Mnet 30주년 차트쇼                                           | 출연자        | 3월 6일                   | 이특(슈퍼주니어), 주헌(몬스타엑스), 성한빈(제로베이스원), 슈화((여자)아이들)                  | 1회                                                                 |
| 2025        | Lemino 韓流・アジア公式 (Lemino 한류·아시아 공식) | ZEROBASEONEの万能オフィス (ZEROBASEONE의 만능 사무소) (일본) | 출연자        | 5월 12, 26일              | 슈화((여자)아이들)                                                                            | 3~4화                                                               |
| 2025        | JTBC                                              | 대결! 팽봉팽봉                                               | 고정 출연     | 5월 10일 ~                | 최양락, 팽현숙, 이봉원, 이은지, 유승호, 곽동연, 홍석천(6화부터 고정 출연진으로 합류)          | 4~11회 (4회부터 고정 출연진으로 합류)                               |
| 2025        | MBC                                               | 전지적 참견 시점                                             | 출연자        | 5월 17일                  | 아이들                                                                                        | 347회                                                               |
| 2025        | 유튜브                                            | 임슬옹의 걸스옹탑                                            | 출연자        | 5월 21일                  |                                                                                               | 6회                                                                 |
| 2025        | 유튜브                                            | 아이유의 팔레트                                              | 출연자        | 5월 22일                  | 아이들                                                                                        | 33회                                                                |
| 2025        | 유튜브                                            | 정용화의 엘피룸 LP Room                                      | 출연자        | 5월 22일                  |                                                                                               | 7회                                                                 |
| 2025        | 유튜브(JTBC)                                      | 할명수                                                       | 출연자        | 5월 23일                  | 아이들                                                                                        | 236회                                                               |
| 2025        | 유튜브                                            | 집대성                                                       | 출연자        | 5월 23일                  | 소연(아이들)                                                                                  | 58회                                                                |
| 2025        | KBS2                                              | 더 시즌즈-박보검의 칸타빌레                                  | 출연자        | 5월 23일                  | 아이들                                                                                        | 11회                                                                |
| 2025        | JTBC                                              | 아는 형님                                                    | 출연자        | 5월 24일                  | 아이들                                                                                        | 483회                                                               |
| 2025        | SBS                                               | 런닝맨                                                       | 출연자        | 5월 25일                  | 소연(아이들)                                                                                  | 753회                                                               |
| 2025        | 유튜브                                            | 조현아의 평범한 목요일 밤                                    | 출연자        | 5월 29일                  | 우기(아이들)                                                                                  | 11회                                                                |
| 2025        | 넷플릭스                                          | 추라이 추라이                                                | 출연자        | 6월 18일                  | 민니(아이들)                                                                                  | 18회                                                                |
| 2025        | 유튜브                                            | 이동해로 이동해                                              | 출연자        | 7월 12일                  |                                                                                               | We in Express modeㅣwith 미연                                       |
| 2025        | SBS                                               | 런닝맨                                                       | 출연자        | 7월 20일                  |                                                                                               | 761회                                                               |

### 웹예능
| 연도 | 방송사 | 제목   | 역할   | 방송 기간 | 공동 출연 | 비고 |
| ---- | ------ | ------ | ------ | --------- | --------- | ---- |
| 2024 | 유튜브 | 꼰대희 | 게스트 | 7월 13일  | 민니      |      |
| 2025 | 유튜브 | 집대성 | 게스트 | 5월 23일  | 소연      | 58회 |

### 축하무대
| 연도 | 방송사 | 제목              | 곡                         | 방송 기간 | 비고 |
| 2023 | MBC    | 2023 MBC 연기대상 | 연인 OST <달빛에 그려지는> | 12월 30일 |      |

### 커버 무대
| 연도 | 방송사  | 제목                             | 방송 기간 | 원곡                    | 오리지널 가수                  | 공동 출연                                                                               | 비고  |
| 2020 | Mnet    | 엠카운트다운                     | 3월 5일   | Be Natural              | S.E.S                          | 민니((여자)아이들)                                                                      | 655회 |
| 2020 | SBS     | 가요대전                         | 12월 25일 | 바람이 불어오는 곳      | 김광석                         | 우기((여자)아이들)                                                                      |       |
| 2021 | KBS     | 유희열의 스케치북                | 1월 16일  | 널 사랑하지 않아        | 어반자카파                     | 민니,우기((여자)아이들)                                                                 |       |
| 2021 | Mnet    | 엠카운트다운                     | 2월 18일  | Dream드림               | 수지, 백현                     | 남윤수                                                                                  | 698회 |
| 2021 | Mnet    | 엠카운트다운                     | 2월 25일  | 다시 만난 세계          | 소녀시대                       | 최유정, 김도연,세이(위키미키) 민니, 우기((여자)아이들) 권은비, 최예나, 이채연(아이즈원) | 699회 |
| 2021 | Mnet    | 엠카운트다운                     | 7월 29일  | 아틀란티스 소녀         | 보아                           | WOODZ우즈                                                                               | 719회 |
| 2021 | MBC     | 가요대제전                       | 12월 31일 | 첫 사랑니               | f(x)에프엑스                   | 예지(ITZY), 김민주, 유진&장원영(IVE아이브)                                              |       |
| 2022 | Mnet    | 엠카운트다운                     | 8월 11일  | 다시 만난 세계          | 소녀시대                       | 연정(우주소녀), 은하(비비지), 최예나, 시은, 윤(스테이씨), 다니엘, 하니(뉴진스)          | 765회 |
| 2022 | Mnet    | MAMA 어워즈                      | 11월 30일 | 스물다섯, 스물하나      | Jaurim자우림                   | Jaurim, 민니((여자)아이들)                                                              |       |
| 2022 | KBS     | 가요대축제                       | 12월 16일 | 페스티벌(Festival)      | 엄정화                         |                                                                                         |       |
| 2022 | MBC     | 가요대제전                       | 12월 31일 | 댄저러슬리(Dangerously) | 찰리 푸스(Charlie Puth)        | 이무진                                                                                  |       |
| 2023 | KBS 2TV | 더 시즌즈-최정훈의 밤의공원      | 5월 21일  | 주저하는 연인들을 위해  | 잔나비(JANNABI)                | 민니,우기((여자)아이들)                                                                 | 2회   |
| 2023 | Mnet    | 엠카운트다운                     | 6월 8일   | FREEDOM (프리덤)        | 주헌(몬스타엑스)               |                                                                                         | 800회 |
| 2023 | KBS     | 뮤직뱅크 월드투어 인 멕시코 시티 | 10월 22일 | Despacito               | 루이스 폰시 (Luis Fonsi)       | 우기((여자)아이들)                                                                      |       |
| 2023 | KBS     | 뮤직뱅크 글로벌 페스티벌         | 12월 15일 | LILAC(라일락)           | IU(아이유)                     | 우기((여자)아이들) 리즈&이서(IVE(아이브))                                               |       |
| 2023 | MBC     | 가요대제전                       | 12월 31일 | WHITE(화이트)           | 핑클(Fin.K.L.)                 | 폴킴                                                                                    |       |
| 2024 | KBS     | 뮤직뱅크 월드투어 인 앤트워프    | 4월 20일  | Love Story              | 테일러 스위프트 (Taylor Swift) | 민니((여자)아이들), 시은&아이사(STAYC(스테이씨))                                        |       |
| 2024 | KBS     | 2024 가요대축제 글로벌 페스티벌  | 12월 20일 | 길                      | 지오디 (god)                   | 정원&제이 (ENHYPEN(엔하이픈)) 리즈(IVE(아이브)) 성호(BOY NEXT DOOR(보이넥스트도어))     |       |

### 진행(MC-음악)
| 연도      | 방송사                                      | 제목                                                       | 역할        | 방송 기간           | 공동 엠씨                                                                                             | 비고                 |
| 2020      | SBS                                         | 한국문화축제                                               | 스페셜 엠씨 | 11월 30일           | 선우(더보이즈)                                                                                        |                      |
| 2021~2023 | Mnet                                        | 엠카운트다운                                               | 엠씨        | 2월 18일 ~11월 16일 | 남윤수(21.02.18~23.01.19) 주헌(몬스타엑스)(23.02.23~23.07.20) 성한빈(제로베이스원)(23.09.07~23.11.16) | 매주 목요일 오후 6시 |
| 2021      | 아리랑 TV                                   | 다시 함께 K-POP 콘서트                                     | 엠씨        | 7월 17일            | 케빈, 제이콥(더보이즈)                                                                                |                      |
| 2023      | STATV, SPOTV2, idolplus                     | 써클차트 뮤직 어워즈 2022 (CIRCLE CHART MUSIC AWARDS 2022) | 엠씨        | 2월 18일            | 도영(NCT)                                                                                             |                      |
| 2024      | Mnet                                        | KCON GERMANY 2024 (케이콘 저머니 2024)                     | 엠씨        | 9월 28~29일         | 황인엽                                                                                                |                      |
| 2025      | Mnet 생방송 TVING (국내) BIGC 빅크 (글로벌) | 32주년 한터뮤직어워즈 2024 (32ND HANTEO MUSIC AWARDS)      | 엠씨        | 2월 15~16일         | 진영                                                                                                  |                      |
| 2025      |                                             | 제34회 서울가요대상 (34th Seoul Music Awards)              | 엠씨        | 6월 21일            | 강승윤(위너), 수빈(투모로우바이투게더)                                                                |                      |

### 진행(MC-오디쇼)
| 연도 | 방송사 | 제목                       | 역할 | 방송 기간 | 공동 엠씨 | 비고   |
| 2025 | SBS    | B:MY BOYZ (비 마이 보이즈) | 엠씨 | 6월 21일~ | 덱스      | 1~3화, |

### 진행(HOST-토크쇼)
| 방송 기간       | 게스트              | 비고 |
| --------------- | ------------------- | ---- |
| 2025년 1월 8일  | JAY B(GOT7)         | 5화  |
| 2025년 1월 16일 | 거미, 다이나믹 듀오 | 6화  |
| 2025년 1월 23일 | 최예나              | 7화  |
| 2025년 1월 27일 | 민니((여자)아이들)  | 8화  |

| 방송 기간       | 게스트       | 비고 |
| --------------- | ------------ | ---- |
| 2025년 7월 1일  | 프로미스나인 | 1화  |
| 2025년 7월 8일  | 이무진       | 2화  |
| 2025년 7월 29일 | 온유(샤이니) | 3화  |
| 2025년 8월 19일 | 권진아       | 4화  |

### 웹드라마
| 연도 | 방송사              | 제목                         | 역할   | 방송 기간           | 비고 |
| 2021 | OTT 플랫폼 / 유튜브 | 리플레이: 다시 시작되는 순간 | 유하영 | 1월 19일 ~ 2월 26일 | 주연 |
| 2021 | IPTV / 유튜브       | 딜리버리                     | 곽두식 | 11월 12일           | 주연 |
| 2021 | 티빙 TVING          | 어른연습생: 재민편           | 방예경 | 11월 12일           | 주연 |
| 2021 | 카카오TV            | 그녀의 버킷리스트            | 이혜인 | 12월 31일           | 조연 |

### 영화
| 연도 | 제작사         | 제목   | 역할             | 개봉일   | 비고      |
| 2024 | 안나푸르나필름 | 빅토리 | 신입 오디션 학생 | 8월 14일 | 우정 출연 |

### 라디오
| 연도 | 방송사      | 제목                    | 방송 기간                          | 비고               |
| 2021 | 네이버 NOW. | 소문의 아이들 시즌1     | 2021년 2월 9일 ~ 2022년 7월 12일   | 매주 화요일 밤 8시 |
| 2022 | KBS CoolFM  | STATION Z 스테이션 제트 | 2022년 4월 30일                    | 미연의 언박싱      |
| 2022 | 네이버 NOW. | 소문의 아이들 시즌2     | 2022년 10월 11일 ~ 2023년 1월 10일 | 매주 화요일 밤 8시 |
| 2025 | KBS CoolFM  | 이은지의 가요광장       | 2025년 2월 19~23일                 | 스페셜DJ           |

### 뮤직 비디오
| 연도 | 방송 기간 | 가수                     | 제목       | 비고      |
| 2017 | 6월 20일  | 임슬옹                   | <너야>     | 데뷔 이전 |
| 2025 | 8월 21일  | TENBLANK(テン・ブランク) | <永遠前夜> | 일본곡    |

### 기타 뮤직 비디오(커버 곡)
| 연도 | 방송사      | 원곡          | 오리지널 가수 | 공동 출연          | 비고      |
| 2017 | Best covers | <너야>        | 임슬옹        |                    | 데뷔 이전 |
| 2018 | Best covers | <그리워하다>  | 비투비        | 민니((여자)아이들) | 데뷔 이전 |
| 2018 | Best covers | <사랑을 했다> | 아이콘        | 민니((여자)아이들) | 데뷔 이전 |
| 2018 | Best covers | <노력>        | 박원          | 민니((여자)아이들) | 데뷔 이전 |
| 2018 | Best covers | <첫사랑>      | 볼빨간사춘기  | 민니((여자)아이들) | 데뷔 이전 |

### 비긴어게인 오픈마이크[94]
| 연도 | 방송사             | 원곡               | 오리지널 가수             | 방송 기간 | 공동 출연                     | 비고    |
| 2022 | 비긴어게인(유튜브) | TOMBOY             | (여자)아이들              | 5월 16일  | CNEMA 기탁 & 임윤성           | 100만뷰 |
| 2022 | 비긴어게인(유튜브) | Drive              | 미연                      | 5월 18일  |                               | 300만뷰 |
| 2022 | 비긴어게인(유튜브) | 기억만이라도       | 앤(Ann)                   | 5월 23일  |                               |         |
| 2022 | 비긴어게인(유튜브) | Just A Feeling     | 어반자카파                | 5월 25일  | 옥상달빛                      |         |
| 2022 | 비긴어게인(유튜브) | Way Back into Love | Hugh Grant, Haley Bennett | 5월 30일  | CNEMA 기탁 & 임윤성           |         |
| 2022 | 비긴어게인(유튜브) | I Love You 3000    | Stephanie Poetri          | 6월 6일   |                               |         |
| 2022 | 비긴어게인(유튜브) | 벚꽃엔딩           | 버스커 버스커             | 6월 13일  | 옥상달빛, CNEMA 기탁 & 임윤성 |         |
| 2024 | 비긴어게인(유튜브) | TE AMO             | 미연                      | 5월 20일  |                               |         |
| 2024 | 비긴어게인(유튜브) | 뚫고 지나가요      | DAY6                      | 5월 22일  |                               |         |
| 2024 | 비긴어게인(유튜브) | At My Worst        | Pink Sweat$ (Pink Sweats) | 5월 27일  | 폴킴                          |         |
| 2024 | 비긴어게인(유튜브) | Je T'aime          | 해이                      | 5월 29일  | 볼빨간사춘기                  |         |
| 2024 | 비긴어게인(유튜브) | vampire            | 올리비아 로드리고         | 6월 3일   |                               |         |
| 2024 | 비긴어게인(유튜브) | 희재               | 성시경                    | 6월 5일   |                               |         |
| 2024 | 비긴어게인(유튜브) | 홍콩 V-LOG         |                           | 6월 10일  | 폴킴, 볼빨간사춘기, 이무진    |         |
| 2024 | 비긴어게인(유튜브) | 마카오 V-LOG       |                           | 6월 12일  | 폴킴, 볼빨간사춘기, 이무진    |         |

### 브이로그(VLOG)
| 연도 | 방송사                               | 제목                                                                                               | 방송 기간 | 공동 출연          | 비고      |
| 2022 | (여자)아이들 공식 유튜브 채널        | 미연&우기의 VLOG: IN JEJU                                                                          | 2월 19일  | 우기((여자)아이들) |           |
| 2024 | Mnet Plus                            | [KCON DAYS] 프랑크푸르트에서 함께한 특별한 브이로그 KCON 초밀착 시리즈                             | 11월 6일  |                    | #1 MIYEON |
| 2025 | 미연 공식 유튜브 채널 미연zip MIYEON | [면log] 미연이의 행복한 생일 파티🎂💕 l 출연자 : 츄, 지원, 네버버                                  | 2월 7일   |                    |           |
| 2025 | 미연 공식 유튜브 채널 미연zip MIYEON | [면Iog] *최초 공개* 자취 n년 차 조미연의 퇴근 집밥 l 지옥에서 온 붕어빵, 지원이랑 수다☎️, 눈오리❄️ | 2월 21일  |                    |           |
| 2025 | 미연 공식 유튜브 채널 미연zip MIYEON | [면log] 컴백 전 다녀온 꿈 같은 발리 휴가🌴 \| 수영복 공개, 마사지, 랍스타 먹방🦞                   | 5월 4일   |                    |           |
| 2025 | 미연 공식 유튜브 채널 미연zip MIYEON | [면log] 레전드 무대 메이크업 비하인드 공개✨아이들 대기실 모먼트까지 l 케미폭발, 굿띵 , 4K         | 6월 15일  |                    |           |
| 2025 | 미연 공식 유튜브 채널 미연zip MIYEON | [면log] 먹고 일하고 먹고 일하는 미연의 먹방(?) 활동기🍮 \| 일본 편의점 간식 추천, Ami 컬렉션 참석  | 8월 12일  |                    |           |

## 수상 및 후보

### 가요 프로그램 1위
| 연도            | 수상 내역 (총 1회)                                      |
| --------------- | ------------------------------------------------------- |
| 2022년 (총 1회) | Drive (총 1회) - 5월 3일 SBS MTV 《더 쇼》 더 쇼 초이스 |

### 뮤직 어워드
| 연도 | 수상 내역                          | 부문                                         | 결과 | 출처 |
| ---- | ---------------------------------- | -------------------------------------------- | ---- | ---- |
| 2022 | 2022 마마 어워즈                   | 여자 가수상                                  | 후보 |      |
| 2023 | 멜론 뮤직 어워드                   | 베스트 OST - 연인 OST 달빛에 그려지는        | 후보 |      |
| 2023 | 아시아태평양 스타 어워즈           | 베스트OST상 - 연인 OST 달빛에 그려지는       | 후보 |      |
| 2024 | 제33회 하이원 서울가요대상         | 발라드상                                     | 후보 |      |
| 2024 | 제33회 하이원 서울가요대상         | OST상 - 연인 OST 달빛에 그려지는             | 후보 |      |
| 2024 | 서울드라마어워즈                   | OST상 - 연인 OST 달빛에 그려지는             | 후보 |      |
| 2024 | 2024 코리아 그랜드 뮤직 어워즈     | KGMA송: 베스트OST - 연인 OST 달빛에 그려지는 | 후보 |      |
| 2025 | 2025 아시아 스타 엔터테이너 어워즈 | 더 베스트 솔로(여)                           | 후보 |      |

### 예능 어워즈
| 연도 | 수상 내역              | 부문                        | 결과 | 출처 |
| ---- | ---------------------- | --------------------------- | ---- | ---- |
| 2024 | 제3회 청룡시리즈어워즈 | 신인여자예능인상 '연애남매' | 후보 |      |
| 2024 | 제3회 청룡시리즈어워즈 | 티르티르 인기스타상         | 수상 |      |

## 스포츠 - 시구 및 시축

### 야구
| 연도 | 응원하는 팀 | 날짜      | 경기장      | 비고                    |
| 2023 | LG 트윈스   | 4월 30일  | 잠실 야구장 | 단체 활동((여자)아이들) |
| 2024 | LG 트윈스   | 10월 11일 | 잠실 야구장 | 개인 활동               |
| 2025 | LG 트윈스   | 3월 23일  | 잠실 야구장 | 개인 활동               |

### 축구
| 연도 | 응원하는 팀    | 날짜     | 경기장             | 비고      |
| 2024 | 인천유나이티드 | 9월 22일 | 인천축구전용경기장 | 개인 활동 |

## 광고
| 연도       | 기업명                            | 제품명/제목 | 종류                                     | 공동 출연    | 비고                                           |
| 2022       | MAXXISM                           | 딥트 3일 | 이너뷰티                                 |              |                                                |
| 2022       | 에스쁘아 eSpoir                   | 비벨벳 꾸뛰르 립 틴트 퓨어벨벳 | 뷰티 메이크업                            |              |                                                |
| 2022 ~2023 | 비원츠 Be Wants                   | 비원츠 아이세럼 스틱 15ml 비원츠 피토 콜라겐 아이크림스틱 20ml 비원츠 피토 콜라겐 아이세럼패치 84g/60매 비원츠 님프-C 앰플 패드 70매 비원츠] 님프-C 톤업 앰플 30ml 비원츠 시카 콜라겐 리프팅크림 50ml 비원츠 시카 콜라겐 에센스 토너 200ml 비원츠 시카 콜라겐 모이스처 세럼 40ml 비원츠 시카 콜라겐 약산성 폼클렌저 180ml | 뷰티, 화장품, 개인용품                   |              | MUSE                                           |
| 2023       | 세르지오 로시 Sergio Rossi        | 세르지오 로시 2023 SS 컬렉션 | 앵클스트랩 샌들 힐, 플레이트로퍼, 하이힐 |              |                                                |
| 2023 ~2024 | 제이에스티나 핸드백 J.ESTINA BAG  | HAZEL SM 크로스 BR(JHNCHE3BS800BR010) JOELLE FALLIN SM 크로스 BE(JHNCHA0BF830BE010) LUCE MINI 토트 WH(JHNCHD3BS820WH010) | 핸드백                                   | 민니(아이들) | MUSE                                           |
| 2023 ~2024 | 시티브리즈 Citybreeze             | CTBRZ 23SS CTBRZ 23HS #Girls Vacation | 패션                                     |              | MUSE                                           |
| 2023 ~2024 | 질스튜어트뷰티 Jill Stuart Beauty | 핸드크림 30g 핸드 크림 화이트 플로럴 75ml 오 드 롤온 향수 10ml 오 드 화이트 플로럴 향수 50ml | 라이프스타일 스킨케어                    |              | MUSE                                           |
| 2023 ~현재 | 지미추 Jimmy Choo                 | 지미추 Jimmy Choo | 패션                                     |              | 글로벌 브랜드 앰버서더 Global Brand Ambassador |
| 2023 ~2024 | 맥키스컴퍼니 Mackiss Company      | 선양 소주 SUNYANG SOJU | 알코올 음료                              |              | MODEL                                          |
| 2024 ~2025 | 웨이크메이크 WAKEMAKE             | 화장품 | 뷰티 메이크업                            |              | MUSE                                           |
| 2024 ~2025 | 셀퓨전씨 Cell Fusion C            | 메디컬 스킨케어품 | 건강/뷰티                                |              | MUSE                                           |
| 2024       | 온누리                            | 온누리상품권 | 공익                                     |              | MODEL                                          |
| 2025 ~현재 | 원씽 ONE THING                    | 스킨케어 품 | 뷰티                                     |              | 브랜드 앰버서더 Brand Ambassador               |
| 2025 ~현재 | 세라핀 SERAFIN                    | 투명교정장치 | 치과                                     |              | MODEL                                          |

### 유튜브 영상(광고)
| 연도 | 기업명      | 제품명/제목                       | 종류                   | 방송 기간 | 공동 출연             | 비고          |
| 2021 | KOTRA       | K뷰티 관                          | 온라인 소비재 쇼케이스 | 7월 9일   |                       |               |
| 2021 | KOTRA       | K패션 관                          | 온라인 소비재 쇼케이스 | 7일 16일  |                       |               |
| 2022 | 구글 플레이 | 미적분 - 휴멍비잉 - 불멍          | 앱                     | 2월 18일  | ft.립제이(LIP J)      | 1화           |
| 2022 | 구글 플레이 | 미적분 - 휴멍비잉 - 그림 멍       | 앱                     | 3월 4일   | ft.유병재             | 2화           |
| 2022 | 구글 플레이 | 미적분 - 휴멍비잉 - 영상 멍       | 앱                     | 3월 18일  | ft.슈화((여자)아이들) | 3화           |
| 2022 | 구글 플레이 | 미적분 - 휴멍비잉 - 물 멍         | 앱                     | 4월 1일   | ft.궤도               | 4화           |
| 2022 | 구글 플레이 | 미적분 - 휴멍비잉 - 커피 멍       | 앱                     | 4월 15일  | ft.김해준             | 5화           |
| 2022 | 구글 플레이 | 미적분 - 휴멍비잉 - 레일 멍       | 앱                     | 4월 29일  | ft.강혜원             | 6화           |
| 2022 | 구글 플레이 | 미적분 - 휴멍비잉 - 구이 멍       | 앱                     | 5월 13일  | ft.은지랑             | 7화           |
| 2022 | 구글 플레이 | 미적분 - 휴멍비잉 - 모래시계 멍   | 앱                     | 5월 27일  | ft.곽윤기             | 8화           |
| 2022 | 구글 플레이 | 미적분 - 휴멍비잉 - 키네틱아트 멍 | 앱                     | 6월 10일  | ft.츠키(빌리)         | 9화           |
| 2022 | 구글 플레이 | 미적분 - 휴멍비잉 - 그래프 멍     | 앱                     | 6월 24일  | ft.정승제 생선님      | 10화          |
| 2022 | 구글 플레이 | 미적분 - 휴멍비잉 - 풀 멍         | 앱                     | 7월 8일   | ft.이민혁(비투비)     | 11화          |
| 2022 | 구글 플레이 | 미적분 - 휴멍비잉 - 라바램프 멍   | 앱                     | 7월 22일  | ft.이장준(골든차일드) | 12화          |
| 2022 | 구글 플레이 | 미적분 - 휴멍비잉 - 물레방아 멍   | 앱                     | 8월 5일   | ft.곽튜브             | 13화          |
| 2022 | 구글 플레이 | 미적분2 - 휴멍비잉 - 마블런 멍    | 앱                     | 10월 7일  | ft.이대형             | 14화          |
| 2022 | 구글 플레이 | 미적분2 - 휴멍비잉 - 플라즈마 멍  | 앱                     | 10월 21일 | ft.뱀뱀(GOT7갓세븐)   | 15화          |
| 2022 | 구글 플레이 | 미적분2 - 휴멍비잉 - 무드등 멍    | 앱                     | 11월 7일  | ft.남윤수             | 16화          |
| 2022 | 구글 플레이 | 미적분2 - 휴멍비잉 - 진자운동 멍  | 앱                     | 11월 18일 | ft.이동국             | 17화          |
| 2022 | 구글 플레이 | 미적분2 - 휴멍비잉 - 인센스 멍    | 앱                     | 12월 2일  | ft.윤태진             | 18화          |
| 2022 | 구글 플레이 | 미적분2 - 휴멍비잉 - 오르골 멍    | 앱                     | 12월 16일 | ft.나영(라잇썸)       | 19화          |
| 2022 | 구글 플레이 | 미적분2 - 휴멍비잉 - 구독자 멍    | 앱                     | 12월 30일 |                       | 특집          |
| 2023 | 구글 플레이 | 미적분2 - 휴멍비잉 - 대관람차 멍  | 앱                     | 1월 6일   | ft.성승헌             | 20화          |
| 2023 | 구글 플레이 | 미적분2 - 휴멍비잉 - 팽이 멍      | 앱                     | 1월 20일  | ft.카더가든           | 21화          |
| 2023 | 구글 플레이 | 미적분2 - 휴멍비잉 - 멍           | 앱                     | 2월 3일   | ft.허영지(KARA카라)   | 22화 (마지막) |
| 2023 | 구글 플레이 | 미스태리 x 마피아42               | 앱                     | 3월 20일  | 윤태진 [ft.나성수]    | 1화           |
| 2023 | 구글 플레이 | 미스태리 x 포스텔러               | 앱                     | 4월 3일   | 윤태진 [ft.초이]      | 2화           |
| 2023 | 구글 플레이 | 미스태리 x 쿠키런: 오븐브레이크   | 앱                     | 4월 17일  | 윤태진 [ft.믹맥]      | 3화           |
| 2023 | 구글 플레이 | 미스태리 x 탕탕특공대             | 앱                     | 5월 1일   | 윤태진 [ft.신지연]    | 4화           |
| 2023 | 구글 플레이 | 미스태리 x 스픽                   | 앱                     | 5월 15일  | 윤태진 [ft.홍인표]    | 5화           |
| 2023 | 구글 플레이 | 미스태리 x 레전드 오브 슬라임     | 앱                     | 5월 29일  | 윤태진 [ft.김현우]    | 6화           |
| 2023 | 구글 플레이 | 미스태리 x 피파모바일             | 앱                     | 6월 12일  | 윤태진 [ft.유재원]    | 7화           |
| 2023 | 구글 플레이 | 미스태리 x 신의탑: 새로운 세계    | 앱                     | 7월 26일  | 윤태진 [ft.현재욱]    | 8화           |